# Naxos
För andra betydelser, se Naxos (olika betydelser).
Naxos (grekiska Νάξος) är den största ön bland Kykladerna i Egeiska havet i Grekland med en yta på 389 km². Ön tillsammans med öarna i Mindre Kykladerna bildar kommunen Dimos Naxos och mindre Kykladerna. År 2010 hade ön Naxos 17  100  invånare. Naxos är en mycket bergig ö med bördiga dalar. Den största orten och viktigaste hamnen är Naxos som ligger på västkusten.

## Historia

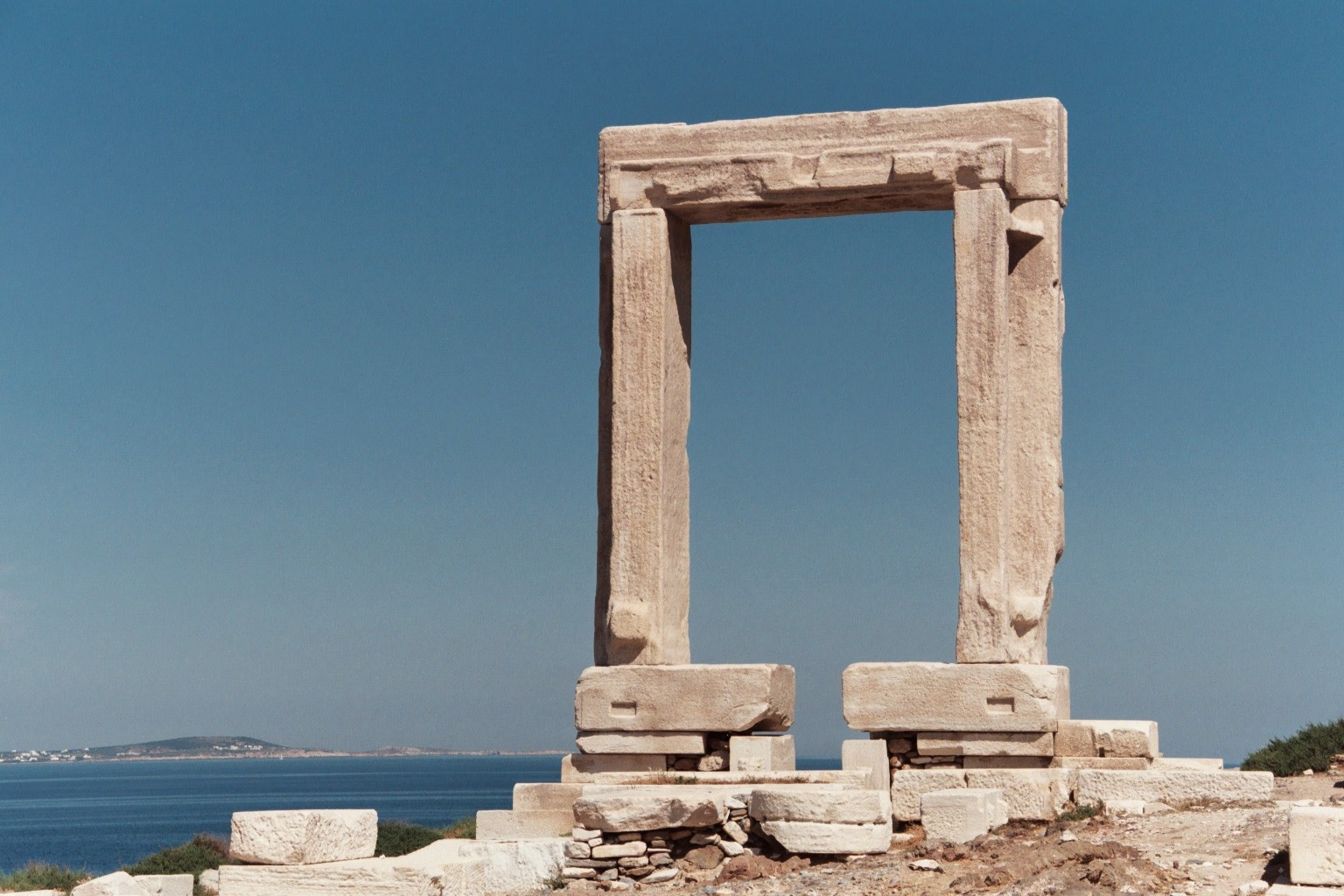
Naxosporten.

Bosättningen på Naxos är belagd från senneolitisk tid, cirka 4000 f.Kr. Hela ön är rik på lämningar från den tidigkykladiska kulturen (2000-talet f.Kr.). Runt år 1100 f.Kr. antas det att grekiska joner har invandrat till Naxos och efter strider med bland annat Paros blev Naxos så sent som under 500-talet f.Kr. mäktigast bland Kykladerna. Ön var känd för sin skulpturtillverkning under antiken, och bland de mest kända konstverken fanns "Lejonen på Delos". På ön finns bland annat gamla tempelruiner och kourosstatyer.
Naxos togs av romarna år 41 f.Kr. och under den bysantinska perioden som för Naxos del varade under större delen av medeltiden, omvandlades många tempel, bland annat Apollos tempel, till kristna kyrkor. Från 1207 blev Naxos centrum för ett hertigdöme bestående av flera öar. År 1566 erövrades Naxos av Osmanska riket och blev grekiskt 1829, efter det grekiska frihetskriget.

## Geografi

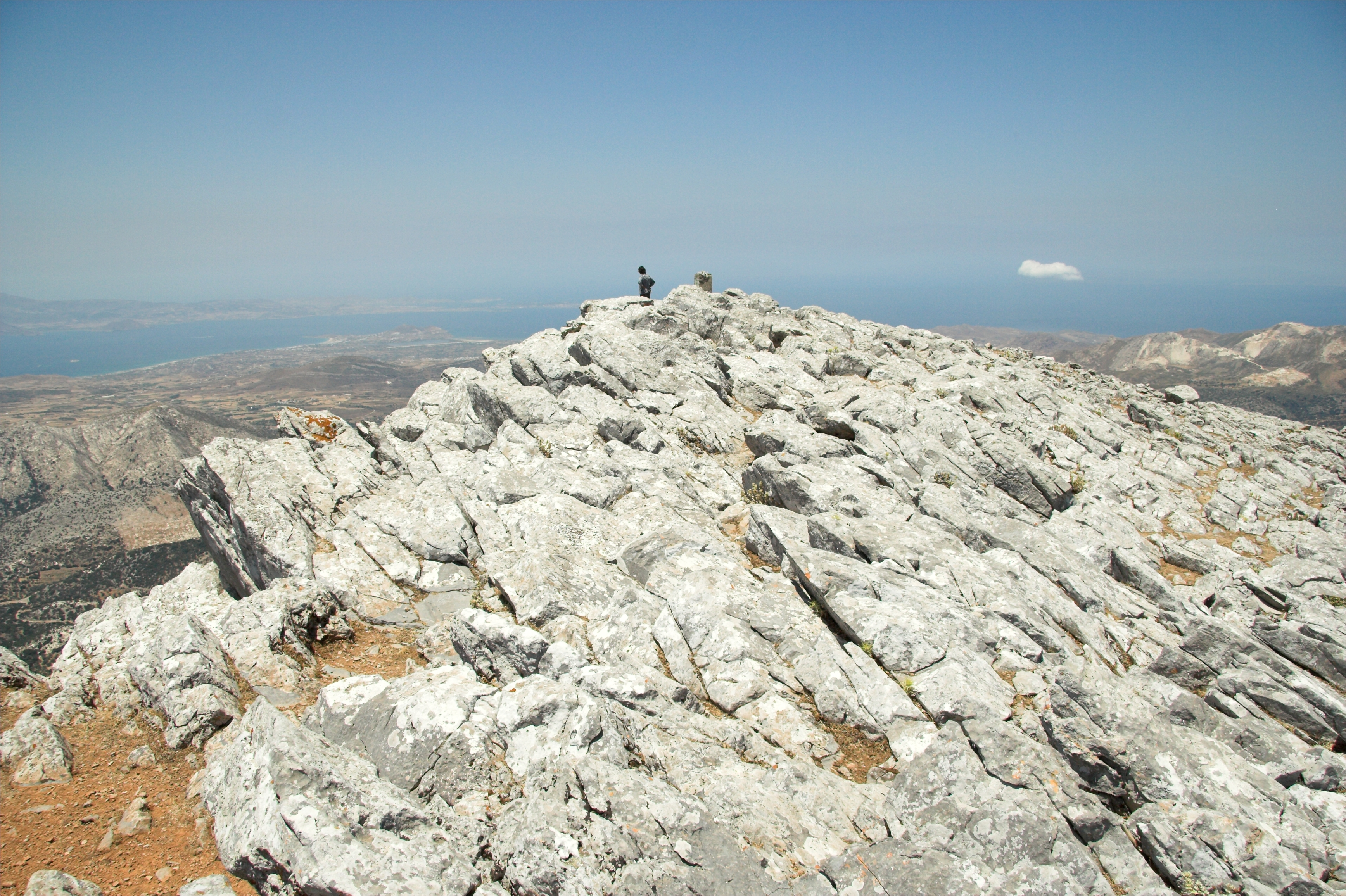
Zas.

Berget Zas (eller Zeus), 1004 meter högt, är Kykladernas högsta bergstopp.

## Näringar

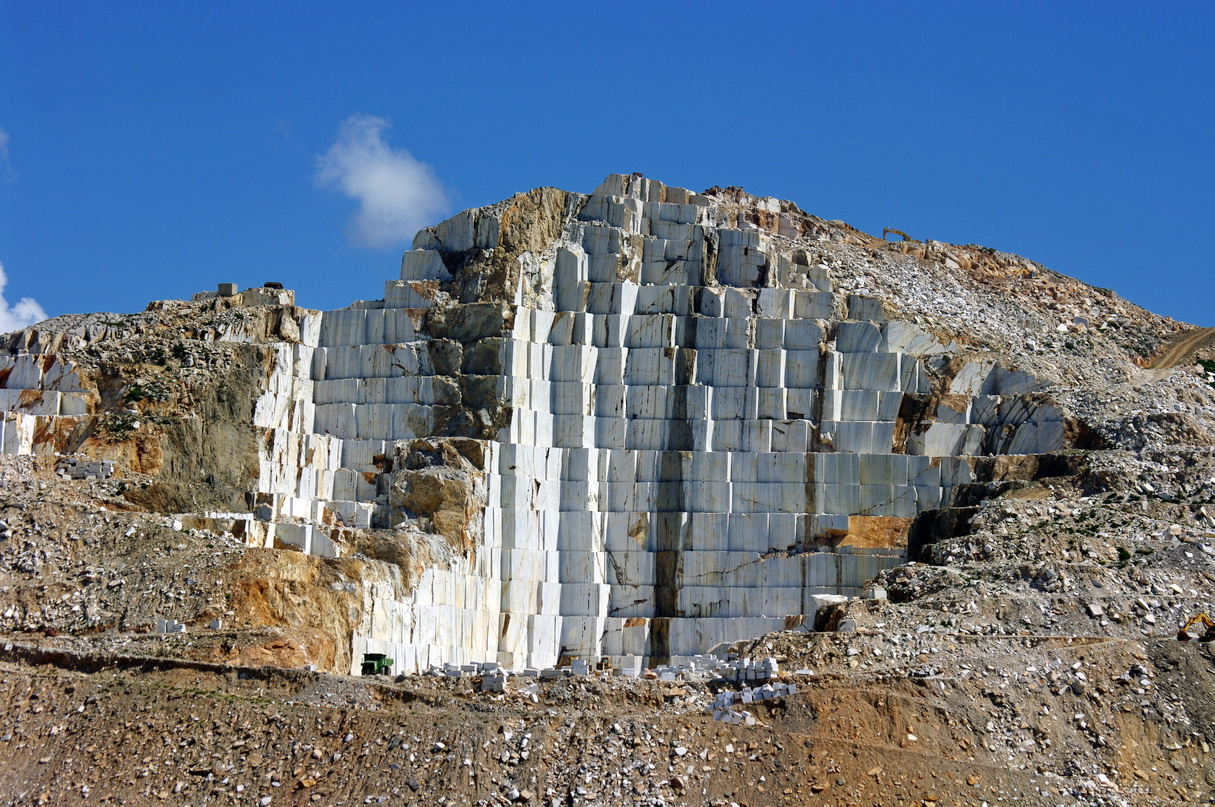
Marmorgruva.

Naxos är bördigare än de flesta andra öarna i Kykladerna och där odlas oliver, vindruvor, fikon, citrusfrukter, majs och potatis. Andra viktiga näringar är marmorbrytning och turism.

## Orter
Det finns många små byar på Naxos, exempelvis Filoti, Agios Arsenios, Apiranthos, Tragea, Koronos, Sangri, Apollonas och Kinidaros.
Kinidaros ligger 14 km från staden Naxos. En stor del av Naxos stads vatten kommer från Kinidaros. Från Kinidaros kommer också många av Greklands största musiker. I dalen Halandra, i den norra delen av byn, ligger kyrkan eller templet Agios Artemios som är en av Greklands största och mest imponerande kyrkor. Kyrkan byggdes runt 1800-talet (1779). I närheten av kyrkan har man hittat många arkeologiska fynd, som gamla mynt med mera.
I Apiranthos är många hus och gator är byggda av marmor. I Apirathos, "marmorbyn", finns många vackra byggnader, till exempel Zevgolitornet från 1600-talet och Bardanitornet. Det finns också ett litet museum där.
Byn Agios Arsenios som ligger på den västra delen av Naxos är under sommartid väldigt stillsam, eftersom de bofasta under sommaren flyttar ner till sina tavernor och hotell vid havet. Byn ligger bara några kilometer från badorterna Agía Ánna och Ágios Prokópios.

## Mytologi
Enligt en myt föddes Zeus, den högste guden, på Kreta men han växte upp på Naxos. Öborna dyrkade honom så mycket att de byggde ett tempel till hans ära på berget Zas.
När Zeus älskarinna Semele dog innan hon fött deras barn tog Zeus fostret och sydde in det i sitt lår. När barnet, Dionysos, föddes ur Zeus lår tog nymferna Filia, Coronida och Clidi hand om honom på ön, som senare blev Dionysos favoritö. Guden gjorde jorden bördig och fyllde den med vinrankor.
Enligt mytologin kom alltså vinguden Dionysos från Naxos, och de antika grekerna såg ett bevis för detta i att det är en ö som är bördig och inbäddad i grönska.

## Turism

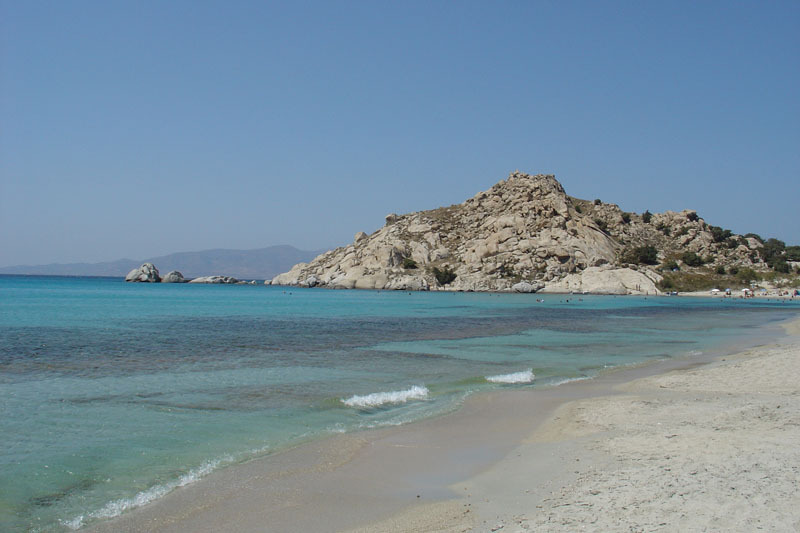
Mikri Vigla.

För många är vindsurfningsstränderna anledningen att åka till Naxos, och då är området runt Mikri Vigla särskilt populärt. För de motorintresserade finns en gokart-bana bara några kilometer utanför staden Naxos. På kvällstid är ett populärt turistmål den utomhusbio där det brukar visas nya filmer. Utöver detta finns det också många fina restauranger på ön.